# Allocarsidara elongata
Allocarsidara elongata är en insektsart som beskrevs av Jennifer L. Hollis 1987. Allocarsidara elongata ingår i släktet Allocarsidara och familjen Carsidaridae. Inga underarter finns listade i Catalogue of Life.